# Georg Fröschmann
Georg Fröschmann (* 18. August 1882 in Nürnberg; † 1959) war ein deutscher Rechtsanwalt. In den Nürnberger Kriegsverbrecherprozessen verteidigte er Joachim von Ribbentrop, Viktor Brack, Karl Mummenthey, Richard Hildebrandt und Gottlob Berger. Ferner verteidigte er SS-Leute, die in den Dachauer Prozessen verurteilt worden waren. Für sie initiierte er eine „allgemeine Aktion“. Fröschmann war Mitglied des Heidelberger Juristenkreises und der Stillen Hilfe für Kriegsgefangene und Internierte.

## Leben
Fröschmann studierte Rechtswissenschaften in Erlangen und Tübingen. Seit 1901 war er Mitglied des Corps Bavaria Erlangen.
Er war seit 1906 als Rechtsanwalt in Nürnberg tätig und nahm als Freiwilliger am Ersten Weltkrieg teil. Nach dem Krieg saß er für die DVP im Nürnberger Stadtrat. Fröschmann war dem rechten Flügel der DVP zuzuordnen und gründete 1924 die Stadtratsfraktion „Volksgemeinschaft Schwarz-Weiß-Rot“ als bürgerlich-völkisch-nationale Sammelbewegung. 1925 scheiterte ein Versuch, den linksliberalen Oberbürgermeister Hermann Luppe zu stürzen und Fröschmann an seiner Stelle einzusetzen. Fröschmann hatte die Lösung des Dienstvertrages mit Luppe beantragt, weil dieser „schwarz-rot-gold-marxistische Politik“ betreibe. Der Luppe-Biograph Hermann Hanschel bezeichnet den Antrag als „rechtlich unhaltbar“. Er habe „offenkundig nur demonstrativen und agitatorischen Zwecken“ gedient und habe „die ersten Risse verkleistern“ sollen, die sich nach einer Änderung der Geschäftsordnung in Fröschmanns Fraktion gezeigt hätten. Fröschmanns Stadtratsfraktion zerstritt sich und verfügte bis zu ihrem Auseinanderbrechen 1929 nur noch über geringen Einfluss. Fröschmanns anschließende Kandidatur als Stadtrat für die DVP scheiterte im selben Jahr.
Fröschmann war Mitglied einer Veteranenorganisation. 1933 trat er in den Stahlhelm, Bund der Frontsoldaten über und wurde ein Jahr später mit dem Stahlhelm in die SA überführt. Er gehörte der SA-Reserve I an und ihm wurde die Leitung eines Trupps im Nürnberger SAR-Sturm 23/14 übertragen. Im Jahr 1941 wurde er zum SA-Sturmführer befördert. Der NSDAP trat er 1937 bei. Unter der Nürnberger Rechtsanwaltschaft kursierten nach dem Zweiten Weltkrieg Gerüchte, Fröschmann habe sich aktiv an Zerstörungen während des Novemberpogroms 1938 beteiligt. In seinem Spruchkammerverfahren konnte Fröschmann dies nicht nachgewiesen werden. Ebenso wenig gelang es Fröschmann, seine Unschuld zu beweisen. Im Zweiten Weltkrieg war Fröschmann von 1939 bis 1944 als Sachbearbeiter und Adjutant im Wehrkreis I tätig.
Nach dem Krieg arbeitete Fröschmann wieder als Anwalt. Er wurde von Ribbentrops Ehefrau Annelies von Ribbentrop als zusätzlicher Verteidiger verpflichtet und wirkte als Hilfsverteidiger Ribbentrops im Nürnberger Prozess gegen die Hauptkriegsverbrecher. Er verteidigte ferner im Nürnberger Ärzteprozess den Mitorganisator der NS-Euthanasie Viktor Brack, im Prozess Wirtschafts- und Verwaltungshauptamt der SS Karl Mummenthey, im Prozess Rasse- und Siedlungshauptamt der SS den Höheren SS- und Polizeiführer Richard Hildebrandt sowie im Wilhelmstraßen-Prozess den Chef des SS-Hauptamtes Gottlob Berger. In seiner Verteidigung stellte Fröschmann Brack als einen Idealisten dar, der aus ethischen Gründen die Aktion T4 organisiert habe, um schwer Behinderte von ihren Leiden zu erlösen. Für Gottlob Berger hielt Fröschmann ein radikales Plädoyer, bei dem er den Kampf gegen Kommunismus und Bolschewismus als weltzerstörerische Ideen beschwor und Waffen-SS „als eine Elite-Organisation, eine antibolschewistische Kampftruppe des deutschen Volkes“ entschuldigte. Den Überfall auf Polen und den Überfall auf die Sowjetunion sah er durch den Antibolschewismus bzw. als Präventivkrieg gerechtfertigt. Er legte dabei eine Apologetik der Werte der Waffen-SS vor.
Fröschmanns Einlassungen, Eingaben und Denkschriften wurden von Hellmut Becker neben den eigenen und denen von Otto Kranzbühler der amerikanischen Journalistin Freda Utley zur Verfügung gestellt. Utley übernahm diese Aufzeichnungen im Wesentlichen unkommentiert in ihr Buch The High Cost of Vengeance, das in der deutschen Übersetzung bis 1951 über 50.000 mal verkauft wurde.
Fröschmann übernahm ferner Verteidigungen von SS-Leuten, die im Kriegsverbrechergefängnis Landsberg einsaßen. Für sie initiierte er eine „allgemeine Aktion“ und leistete Lobbyarbeit mit der Behauptung, im Internierungslager Dachau sei es zu Misshandlungen gekommen. Die amerikanische Simpson-Kommission konnte dies im Oktober 1948 nicht feststellen. Im Anschluss intensivierte sich Fröschmanns Zusammenarbeit mit dem Ohlendorf-Verteidiger Rudolf Aschenauer. Gemeinsam eröffneten sie in Räumen der Caritas und mit finanzieller Unterstützung beider Kirchen im Mai 1949 ein Büro in Nürnberg. In der gemeinsamen Zusammenarbeit entwickelten sich aber Konflikte, und die Landsberger Insassen wollten sich auch nicht auf ein Gesamtmandat einlassen. Fröschmanns „allgemeine Aktion“ scheiterte.
Fröschmann gehörte zu den Gründungsmitgliedern der Stillen Hilfe für Kriegsgefangene und Internierte und des Heidelberger Juristenkreises. Helene Elisabeth von Isenburg beriet er in Rechtsfragen.

## Schriften
- Betrug bei unerlaubten Rechtsgeschäften, Inaugural-Dissertation … von Georg Froeschmann,. Buchdruckerei R. Noske, Borna-Leipzig 1906.